# 少額短期保険
少額短期保険（しょうがくたんきほけん）とは、保険業法上の保険業のうち一定事業規模の範囲内において少額・短期の保険の引受けのみを行う事業を指す。それを行う業者を少額短期保険業者と称する。通称で「ミニ保険」 とも呼ばれる。

## 概要
2005年5月2日公布による「保険業法等の一部を改正する法律」で制度が導入され、2006年4月1日から施行された。
いわゆる特定の者を相手方として法律の根拠なく保険の引受けを行っていた共済組合の中でも、根拠法が存在しないまま作られた「無認可共済」が増加し、オレンジ共済組合など、運営する共済組合の破綻によって、契約者が被害を受けるケースも目立ってきた。このため、保険業法上の「保険業」に含めて規制の対象とすることにより、保険契約者等の保護を図ったのが、少額短期保険業制度導入の目的となっている。これにより「無認可共済」にも契約者保護ルールが導入され、無認可共済を引き受ける共済組合は2008年3月までに少額短期保険業者に移行するか、保険会社の免許を得るか、あるいは、2008年4月以降新規の募集（および既存契約の更新）を中止するかの選択を迫られた。
少額短期保険業者または保険会社にならない無認可共済は、以前に引き受けた共済の管理を2009年3月31日まで行なうことができる。その後、公益法人による少額短期保険や通常の保険業への移行の困難な共済に対応するため、平成22年法律第51号により、関連する官庁の認可を受け特定保険業を『当分の間』続けることの出来るような制度も整備された。
なお2023年9月現在、少額短期保険業界には、生命保険や損害保険のように、会社破綻リスクに備え、契約者を保護する機関・いわゆる「契約者保護機構」がない。
従来からの大手保険会社に比べて、規模も小さく、金融庁の商品審査も簡略化されていて、経営に小回りが利くことから、大手が手掛けない分野の保険商品が多く（ペット保険やコンサートに行けなくなった場合のチケット代金補償など）、保険料が安いことやコンビニエンスストアなどで手軽に契約できることから、契約者を伸ばしている。

## 制度について
保険金額の上限は、医療保険（入院給付金など）が80万円、病気による死亡が300万円、傷害の死亡で600万円、損害保険が1千万円である。保険期間は、生命保険・医療保険で1年、損害保険（第二分野）で2年である（保険業法第2条第17項、施行令第1条の5）。
保険金額が少ない分、参入についても、大手のような免許制ではなく登録制であり（保険業法第272条第1項）、最低資本金も1000万円から（保険業法第2条第17項、施行令第1条の6）、など規制が緩やかである。また少額短期保険事業者は、年間の保険料収入（再保険料を除く）を50億円以下に制限される（保険業法第272条第2項、施行令第38条）。

## 少額短期保険業者
2006年10月27日に日本震災パートナーズ（現・SBIリスタ少額短期保険）が初めて登録され、2021年10月1日時点で111事業者が登録されている。
なお、保険業法では生命保険会社、損害保険会社は商号に「保険」という文字を入れなくてはならないが、少額短期保険会社は必ずしも商号に「少額短期保険」や「保険」という文字を入れなくても良いため、「少額短期保険」や「保険」の文字が入っていない会社がある。
主な登録保険業者一覧
- SBIリスタ少額短期保険 - 旧・日本震災パートナーズ
- エクセルエイド少額短期保険
- アクア少額短期保険
- ジャパン少額短期保険
- イオン少額短期保険 - MC少額短期保険（三菱商事系）の事業譲渡を受けた
- SBIいきいき少額短期保険
- 東京海上ミレア少額短期保険
- エイ・ワン少額短期保険
- あそしあ少額短期保険 - 旧・アソシア
- SBIプリズム少額短期保険 - 旧・日本アニマル倶楽部
- 宅建ファミリー共済
- ぜんち共済
- SBI日本少額短期保険
- アスモ少額短期保険 - 旧・ブロードマインド少額短期保険
- 全管協少額短期保険 - 旧・全管協共済会
- さくら少額短期保険
- メモリード・ライフ - 旧・NP少額短期保険
- 富士少額短期保険
- Aライフ
- Chubb少額短期保険
- ペットメディカルサポート
- フローラル共済
- 楽天少額短期保険 - 旧・もっとぎゅっと少額短期保険。あんしんペット少額短期保険を吸収合併。
- あすか少額短期保険 - 旧・レオパレス少額短期保険
- エヌシーシー少額短期保険 - 旧・ナミキちゃおちゃお共済
- ベル少額短期保険
- ABC少額短期保険 - 日本費用補償少額短期保険を吸収合併
- NPO法人アビリティクラブたすけあい
- ジック少額短期保険
- クローバー少額短期保険
- 常口セーフティ少額短期保険
- フェニックス少額短期保険
- レキオス少額短期保険
- 東日本少額短期保険
- 学校安全共済会
- ユニバーサル少額短期保険
- 住宅保障共済会
- FPC
- ヒューマンライフ少額短期保険
- にじいろ少額短期保険 - 旧・プレミア少額短期保険
- 旭化成ホームズ少額短期保険
- DMM少額短期保険[注 1]
- まごころ少額短期保険
- 日本共済
- LASHIC少額短期保険
- SANKO少額短期保険
- セーフティージャパン・リスクマネジメント
- 賃貸少額短期保険 - 旧・賃貸住宅共済会
- JMM少額短期保険
- e-Net少額短期保険
- アイアル少額短期保険 - 旧・学総、ライズ少額短期保険
- SSIきみどり - 旧・エスエスアイ富士菱、エス・シー少額短期保険
- ペッツベスト少額短期保険
- サン・ライフ・ファミリー
- ビバビーダメディカルライフ
- あんしん少額短期保険
- あおい少額短期保険
- FIS
- エタニティ少額短期保険
- くふう少額短期保険 - 旧・ふくろう少額短期保険
- AWPチケットガード少額短期保険
- プラス少額短期保険 - 旧・セント・プラス少額短期保険
- ワーカーズ・コレクティブ共済
- 日本ペット少額短期保険 - 旧・日本ペットプラス少額短期保険
- チューリッヒ少額短期保険
- エポス少額短期保険
- ユーミーLA少額短期保険
- トライアングル少額短期保険
- 東京海上ウエスト少額短期保険
- イーペット少額短期保険
- 少額短期保険ハウスガード
- 日本ワイド少額短期保険
- 全日ラビー少額短期保険
- セキスイハイム不動産少額短期保険
- ネットライフ火災少額短期保険
- 住まいぷらす少額短期保険
- 健康年齢少額短期保険
- シャーメゾン少額短期保険 - 旧・マスト少額短期保険
- イズミ少額短期保険
- マイホームプラス少額短期保険
- 住生活少額短期保険
- ペッツファースト少額短期保険
- エール少額短期保険
- リボン少額短期保険
- メディカル少額短期保険
- ミカタ少額短期保険 - 旧・プリベント少額短期保険
- ホープ少額短期保険
- ヤマダ少額短期保険
- JID少額短期保険
- Next少額短期保険
- USEN少額短期保険
- リロ少額短期保険
- justInCase
- 東急少額短期保険
- ZuttoRide少額短期保険
- Mysurance
- あおぞら少額短期保険
- カイラス少額短期保険
- 宅建ファミリーパートナー
- つばき少額短期保険
- スマートプラス少額短期保険
- ジェイコム少額短期保険
- ZEN少額短期保険
- ダブルエー少額短期保険
- SUDACHI少額短期保険
- みらい少額短期保険 - 旧・エテルナ少額短期保険
- 大同火災WiL少額短期保険
- 第一スマート少額短期保険
- i-SMAS少額短期保険
- リトルファミリー少額短期保険
- MICIN少額短期保険

損保へ移行した少額短期保険業者
- ペット&ファミリー少額短期保険 → ペット&ファミリー損害保険
- アイペット → アイペット損害保険